# 伊勒德瓦特
伊勒德瓦特（法語：Île-d'Houat，法語發音：[il dwat]）是法国莫尔比昂省的一个市镇，领土涵盖同名海岛，属于洛里昂区。

## 地理
伊勒德瓦特（47°23'24"N, 2°57'20"W）面积2.91 平方千米，位于法国布列塔尼大區莫尔比昂省，该省份为法国西北部沿海省份，位于布列塔尼半岛南部，北起阿摩尔滨海省、西接菲尼斯泰尔省，南濒大西洋，东南接大西洋卢瓦尔省，东临伊勒-维莱讷省。
由于伊勒德瓦特领土为海洋中的一岛屿（外加几个小岛），故不与任何市镇接壤。
伊勒德瓦特的时区为UTC+01:00、UTC+02:00（夏令时）。

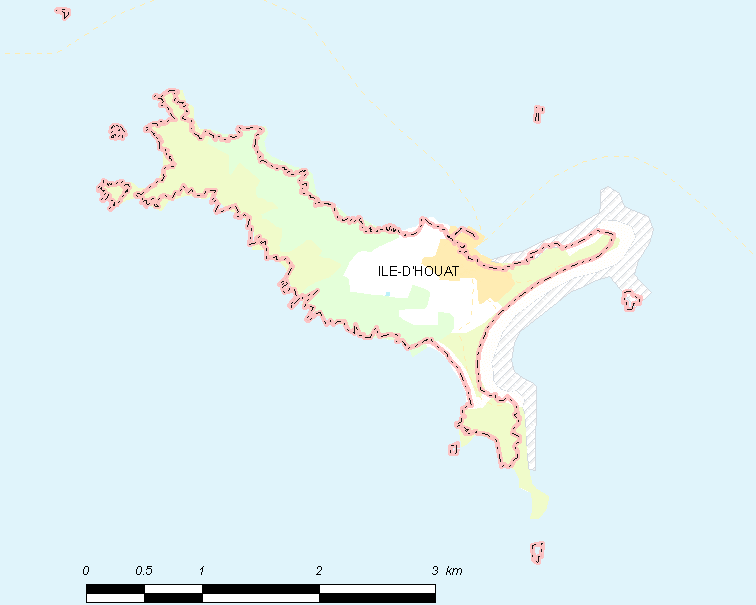
伊勒德瓦特的OSM定位图

## 行政
伊勒德瓦特的邮政编码为56170，INSEE市镇编码为56086。

## 政治
伊勒德瓦特所属的省级选区为基伯龙县。

## 人口

1962-2008年间伊勒德瓦特人口变化图示

伊勒德瓦特于2022年1月1日时的人口数量为214人。